# Carin Rosenkrantz
Carin Sigrid Aurora Theresia lensbaronesse Rosenkrantz, født Ljunglöf (1. september 1906 i Stockholm–23. april 1996 på Rosengården Plejehjem, Hornslet). Begravet på Hornslet Kirkegård.
Datter af fabrikant Knut Fredrik Ljunglöf og Maria Maja von Heijne. Gift 1937 med lensbaron Holger Rosenkrantz til Rosenholm (1902-1975).